# Ilion (roman)
Ilion (2003) (titlu original Ilium) este un roman science fiction al scriitorului Dan Simmons. Este prima parte a ciclului Ilion/Olimp, care tratează re-crearea evenimentelor din Iliada pe un Pământ alternativ și pe Marte. Evenimentele sunt puse în mișcare de ființe care au preluat rolurile zeilor greci. La fel ca seria precedentă a lui Simmons, Hyperion Cantos, romanul este un "science fiction literar" care se bazează mult pe intertextualitate, în cazul de față între Homer și Shakespeare, precum și pe referințe periodice la În căutarea timpului pierdut a lui Marcel Proust și la Ada sau Ardoarea: O cronică de familie a lui Vladimir Nabokov. În luna iulie 2004, Ilion a primit premiul Locus pentru "Cel mai bun roman science fiction al anului 2004".

## Intriga
Romanul urmărește trei grupuri de personaje: cel al lui Hockenberry (un erudit în Homer al secolului al douăzecilea, a cărui sarcină este să compare evenimentele Iliadei cu cele ale Războiului troian care se desfășoară din nou), al războinicilor greci și troieni, al zeilor greci din Iliada; Daeman, Harman, Ada și ceilalți oameni de pe un Pământ de peste mii de ani; cel al roboților "moraveci" (numiți astfel după omul de știință Hans Moravec) - europanul Mahnmut și Orphu de pe Io, tot dintr-un viitor de peste mii de ani, care sunt originari din sistemul jupiterian.
Acțiunea se petrece în sistemul solar, la câteva mii de ani după ce virusul Rubicon a distrus omenirea. Singurii supraviețuitori ai rasei umane au dispărut misterios. Pământul a trecut sub controlul exclusiv al unui nou tip de oameni, post-oamenii, cu corpuri modificate prin nanotehnologie și îmbunătățirea ADN-ului. Refugiați în habitatele spațiale dotate cu tehnologie avansată - mai ales în domeniul fizicii cuantice - nu au fost afectați de virus. Ei au repopulat Pământul cu "oameni de stil-vechi" cărora le-au făcut mici modificări genetice, oferindu-le o viață terestră de o sută de ani, cu servitori roboți care se ocupă de toate sarcinile, fără problemele date de răni, boli și moarte - rezolvate de "firmeria" însărcinată să le asigure întreținerea corpului. Acești oameni și-au pierdut rapid cultura, cunoștințele și tehnica, ducând o viață ușoară, plină de distracții.
Câțiva dintre acești oameni - Ada, Harman, Hannah și Daemon - intră în legătură cu două personaje misterioase: Odiseu - care cere să i se spună "Nimeni" (aluzie la aventura de pe insula ciclopului Polifem), și Savi - o bătrână care nu folosește faxarea. Aceasta din urmă le deschide ochii oamenilor referitor la viața lor și la ceea ce a reprezentat, cândva, societatea umană. Prin intermediul ei, oamenii de stil-vechi află despre funcționarea firmeriei, a inelelor -e și -p, despre calibanii care au invadat Bazinul Mediteranean, despre Caliban, Setebos, Prospero, Sycorax și Ariel - conducătorii atotputernici ai lumii pe care trăiesc.
Pe sateliții lui Jupiter, roboții trimiși și apoi abandonați de post-oameni au creat o societate și o cultură proprie: aceștia sunt moravecii. Dincolo de sarcinile cotidiene, unii dintre ei au dobândit o pasiune debordantă pentru studiul literar al unora dintre operele omenirii, cum ar fi cele ale lui Proust și Shakespeare. Moravecii sunt neliniștiți din cauza unor importante cantități de energie cuantică detectate pe planeta Marte, recent terraformată, care amenință structura universului. Ei bănuiesc că post-oamenii sunt responsabili pentru ele și iau legătura cu roboții care populează centura de asteroizi cea mai apropiată de Pământ, rocvecii, pentru a organiza o misiune de recunoaștere pe Marte.
Doar doi dintre membrii expediției - Mahnmut de pe Europa și Orphu de pe Io reușesc să supraviețuiască întâțnirii cu zeii olimpieni de pe Marte, descoperind civilizația omuleților verzi, zekii, care construiesc statui ciudate ale zeului lor și care comunică într-un mod care îi omoară. În cele din urmă, se amestecă în Războiul troian, punând umărul la schimbarea cursului său.
Pe un pământ antic, Războiul troian e în plină desfășurare, eroii Iliadei războindu-se deja de nouă ani. Sunt prezenți toți zeii panteonului elen, fiind dotați cu puteri și o tehnologie foarte avansată. Ei urmăresc luptele și intervin în ele, în timp ce Zeus a readus la viață câțiva specialiști în Iliada din diferite epoci pentru a avea grijă ca războiul să se desfășoare conform operei lui Homer. Acești erudiți, "scoliaștii", dețin echipamente de protecție care posedă o tehnologie avansată, ceea ce le permite să se amestece în război, luând forma unor personaje minore ale epopeii.
Unul dintre scoliaști, Hockenberry, este prins între intrigile zeilor, modificând cursul Războiului troian. După ce o seduce pe Elena din Troia, el este prins în evenimentele care îi determină pe ahei și pe troieni - mai ales pe cei doi dușmani de moarte, Ahile și Hector - să pună capăt războiului dintrei ei și să se alieze împotriva zeilor.

### Influențe
- Iliada - Ilion este unul dintre romanele care propun o variațiune pe tema tragediei Războiului troian
- Mașina timpului de H. G. Wells a introdus tema eloilor, ființe post-umane blajine și inculte, care sunt hrană pentru morloci.
- Ada sau Ardoarea: O cronică de familie de Vladimir Nabokov, de unde Ilion ia numele Adei, Daeman și Marina, precum și locuința de la Ardis Hall, tema incestului între veri, precum și câteva elemente ale societății Antiterra. Daeman este un lepidopterist entuziast, la fel ca Nabokov.
- Furtuna de William Shakespeare - monstrul bestial Caliban, magicianul Prospero și Ariel din piesa de teatru sunt preluate în roman. De asemenea, moravecul Mahnmut este pasionat de studiul operelor lui Shakespeare.
- În căutarea timpului pierdut de Marcel Proust reprezintă pasiunea altui moravec, Orphu de pe Io..

## Premii și nominalizări
Ilion a câștigat premiul Locus pentru "Cel mai bun roman science fiction al anului 2004" și a fost nominalizat la premiul Hugo pentru "Cel mai bun roman" în același an.